# موناره (استان لهستان بزرگ‌تر)
موناره (به لاتین: Młynary) یک روستا در لهستان است که در گمینا مارگونگن واقع شده‌است.